# Never Grow Old
Never Grow Old ist ein international produzierter Western von Ivan Kavanagh, der am 14. Juli 2019 beim Galway Film Fleadh gezeigt wurde und am 23. August 2019 in die irischen Kinos kam.

## Handlung
Wir schreiben das Jahr 1849. In der kleinen Grenzland-Kommune Garlow lebt auch der Zimmermann und Totengräber Patrick Tate mit seiner Frau und zwei Kindern. Dem irischen Einwanderer geht es zwar trotz gewisser Vorurteile der Einwohnerschaft nicht wirklich schlecht; dennoch zieht es ihn weiter in Richtung des nahen Kalifornien. Schuld an seiner Unzufriedenheit ist hauptsächlich die vom Prediger Pike vorangetriebene Verbannung der Sünden Spiel, Alkohol und Prostitution, was eben auch zur Steigerung der Lebenserwartung beiträgt. Gemahlin Audrey allerdings überredet ihn zum Verbleib, weil sich beide unter Mühen eine Existenz aufgebaut haben.
Mit der vermeintlichen Ruhe in Garlow ist es vorbei, als drei Fremde erscheinen; angeblich sind sie Kopfgeldjäger, doch recht bald entpuppen sich Christopher „Dutch“ Albert und seine Komplizen als ruchlose Schurken, die lediglich einen abtrünnigen Ex-Mitstreiter suchen und eliminieren wollen. Den nächtlichen Weg zu dessen Behausung muss ausgerechnet Tate weisen, der in seiner nur mühsam verborgenen Angst schnell zum Spielzeug des brutalen Albert wird. Dieser wiederum erkennt in dem geschlossenen Saloon seine Chance, auf billige Weise reich zu werden; er kauft ihn kurzerhand, lässt Huren kommen und bringt Pike wie auch dessen Glaubens-Gemeinde zur Verzweiflung. Abgesehen davon bleiben Leichen nicht aus, und so gerät Tate mehr und mehr in eine Art Abhängigkeit von dem Verbrecher, dessen zungenloser Spießgeselle „Dumb-Dumb“ obendrein mehr als nur ein Auge auf Audrey geworfen hat. Bald ist sie es, die den Gatten um ein Verlassen der Ortschaft bittet, aber der vom Glanz der immer üppiger fließenden Dollars geblendete Patrick ignoriert alle offensichtlichen Gefahren.
Die Situation eskaliert, als der ansonsten gegen Albert machtlose Sheriff eine Minderjährige hängen muss, die einen Bordell-Kunden erschossen hatte. Jetzt ist nicht nur für Audrey das Maß voll; Pike zündet in einem nächtlichen Anfall das Vergnügungs-Etablissement an und wird dafür prompt von Albert erschossen, ebenso der Sheriff. Als Tate wieder einmal in Garlow weilt, will „Dumb-Dumb“ auf der etwas abseits gelegenen Farm über Audrey herfallen – der Leichenbestatter verhindert das im letzten Moment. Längst weiß Tate, dass er sich nun auch Albert stellen muss, mit nur geringen Überlebenschancen. Doch er nimmt all seinen Mut zusammen, kauft sich von den ersparten Geldern eine Flinte mit extrem breiter Streuung und geht zur Kirche, wo der überhebliche Unhold gemeinsam mit dem ihm hörigen früheren Saloonbesitzer Jim Emmett auf ihn wartet. Patrick kann zwar beide töten, erleidet allerdings selbst eine schwere Schussverletzung. Auf der Farm verabschiedet er sich von seinem Sohn Thomas und bereut seine Fehler, bevor auch er stirbt …

## Produktion
Regie führte Ivan Kavanagh, der auch das Drehbuch schrieb.
Die Dreharbeiten fanden im Herbst 2017 in Luxemburg und Irland statt, wo unter anderem Außenaufnahmen in Connemara entstanden. Als Kameramann fungierte Piers McGrail.
Seine internationale Premiere feierte der Film am 14. Juli 2019 als Abschlussfilm des Galway Film Fleadh. Am 23. August 2019 kam er in die Kinos in Irland und im Vereinigten Königreich.

## Rezeption

### Altersfreigabe
In den USA erhielt der Film von der MPAA ein R-Rating, was einer Freigabe ab 17 Jahren entspricht.

### Kritiken
Der Film konnte 90 Prozent der Kritiker bei Rotten Tomatoes überzeugen.

### Auszeichnungen
Galway Film Fleadh 2019
- Nominierung im Irish Feature Competition

Irish Film and Television Academy Awards 2020
- Auszeichnung für die Beste Kamera (Piers McGrail)
- Auszeichnung für die Beste Ausstattung (John Leslie)
- Nominierung für den Besten Filmschnitt (Dermot Diskin)
- Nominierung für den Besten Ton (Aza Hand, Karen O’Mahony und Patrick Drummond)[5][6]